# 佐藤伸治
佐藤 伸治（さとう しんじ、1966年2月16日 - 1999年3月15日）は日本のミュージシャン。フィッシュマンズのボーカル担当として活動していた。明治学院大学卒業。血液型はA型。愛称はサトちゃん。

## 概要
フィッシュマンズのメンバーとしてボーカルを担当。楽曲によってはギターやコルネットなどの楽器を使用する場合もあった。また、フィッシュマンズのほぼすべての楽曲の作詞作曲も手掛ける。

## 来歴
高校在学時から遊び感覚でロックバンドを結成し活動していた。また、明治学院大学在学中に入会したサークル「ソング・ライツ」内においても幾つかバンドを結成していた。また、当初はドラムスを担当していた。
1987年、学内のイベントに参加する為に茂木欣一、小嶋謙介の3人でフィッシュマンズを結成。大学卒業後も活動を継続させ、1991年にメジャー・デビュー。以降、作品を幾つか発表しライブを精力的に行った。詳細はフィッシュマンズ#来歴の項を参照のこと。
1999年3月15日午後3時55分、東京都内の病院で心不全のため死去（具体的な死因は公表されていない）。享年33。

## 作品
フィッシュマンズの作品については、フィッシュマンズ#ディスコグラフィの項に詳しい記述がある。また、後述の外部リンクの節に付記された各公式サイトも併せて参照のこと。